# Chilensk stjärnsöta
Chilensk stjärnsöta (Solanum crispum) är en art i familjen potatisväxter från Chile. Kan odlas som krukväxt i Sverige.

## Synonymer
- Solanum angustifolium var. brevifolium Dunal
- Solanum berteroanum . (J.Rémy) F. Phil. ex Kuntze
- Solanum concavum Lindl.
- Solanum congestiflorum Dunal
- Solanum congestiflorum var. longifolium Dunal
- Solanum congestiflorum var. pannosum Reiche
- Solanum congestiflorum var. syringifolium Reiche
- Solanum crispum Bert. ex Dunal nom. illeg.
- Solanum crispum Ruiz & Pav.
- Solanum crispum var. eleagnifolium Dunal
- Solanum crispum var. ligustrinum (Lodd.) Dunal
- Solanum floribundum Dunal
- Solanum gayanum (J.Rémy) F.Phil.
- Solanum izquierdii Phil.
- Solanum landbeckii Phil.
- Solanum ligustrinum Lodd.
- Solanum pannosum Phil.
- Solanum pugae Phil.
- Solanum pyrrhocarpum Phil.
- Solanum sadae Phil.
- Solanum syringifolium Kunth & C.D.Bouché
- Solanum tagua Kuntze .
- Solanum tomatillo . (J.Rémy) F.Phil.
- Witheringia berteroana J.Rémy
- Witheringia crispa J.Rémy
- Witheringia gayana J.Rémy
- Witheringia tomatillo J.Rémy